# 阿布·穆萨布·扎卡维
阿布·穆萨布·扎卡维（羅馬化：Ahmad Fadeel al-Nazal al-Khalayleh；1966年10月30日—2006年6月7日），生于约旦，伊斯兰激进份子，激进的伊斯兰游击组织网络统一圣战组织领导人。扎卡维被西方国家认定为国际恐怖份子，2004年6月16日被美国列为与賓拉登同等危险的人物，美国将对其的悬赏金额从1,000万美元增加到2,500万美元，成為伊拉克的頭號通緝犯。2006年6月7日於巴格達附近被美军空袭炸死，由埃及人阿布·艾尤卜·穆哈吉尔继任。

## 经历
扎卡維生于扎爾卡，有7個姐妹和2個兄弟，家裏很窮。扎卡維曾因性犯罪入獄，出獄後于1980年代末前往阿富汗參加抵抗蘇聯的聖戰者。
1992年扎卡維回到約旦，遇到巴勒斯坦伊斯蘭軍事組織首領伊薩姆·巴卡維，邁出其恐怖事業第一步。
1993年約旦警方以私藏軍火罪將扎卡維逮捕，判刑10年。1996年扎卡維在家隔離察看。在此期間他向一位穆斯林教士阿布·穆罕默德·阿爾·馬克迪斯系統學習《古蘭經》，成爲虔誠的穆斯林，他的勢力也不斷增强。
1999年約旦國王阿卜杜拉二世登基，大赦政治犯。扎卡維获释后前往巴基斯坦白沙瓦。2000年巴基斯坦拒絕扎卡維延期逗留，8月扎卡維在蓋達組織的200,000美元资助下在阿富汗东部接近伊朗邊境建立軍事訓練營培训来自约旦的极端分子。
2001年911事件後，美國進攻阿富汗，扎卡維逃往伊朗。2002年躲藏在伊拉克东北部山区，并曾在巴格达的一家医院治伤。2002年2月他領導的“統一聖戰”組織發動了以色列境內的恐怖襲擊，並于同年10月刺殺一名美國駐約旦高級外交官。2003年2月5日美國國務卿科林·鲍威尔在聯合國安理會宣稱有證據證明扎卡維是本·拉登的“合作者和同夥”，同时他曾在伊拉克国立医院治伤，进而推断他是基地组织和萨达姆政权的联络人，此後扎卡維名聲大噪。
3月20日美國發動伊戰，扎卡維至少2次親自砍下美國人質的頭顱，他的统一圣战组织也綁架了不少人質，暗殺伊拉克官員，炸死數百名什叶派平民，以挑动伊拉克内战，进而破坏美国占领军维稳的努力。本·拉登的基地組織大大削弱後，扎卡維被視爲真正有實力發動大規模恐怖襲擊的人。2004年扎卡維宣誓效忠本·拉登，躲藏在巴基斯坦的本·拉登也给予扎卡维认可。但基地组织对扎卡维的所作所为并不满意。2005年基地组织二号人物艾曼·扎瓦希里致信扎卡维，警告他滥杀什叶派平民违背教义尽失民心，同时希望扎卡维给基地组织提供资金。
2005年12月16日，伊拉克内政部副部长卡马尔透露，警方上一年曾在费卢杰抓获扎卡维，後來又誤放了他。
2006年美國政府公布恐怖嫌疑犯名單，捉拿扎卡維的賞金高達2,500萬美元，和本·拉登一样。3月14日約旦正式起訴扎卡維等8人，指控他們製造2005年11月安曼發生三起連環恐怖爆炸案。4月2日基地組織領導人賓·拉登的兒子阿扎姆宣布，由于扎卡維犯下一些錯誤，已被撤掉伊拉克反美武裝政治領袖的職位。6月7日，扎卡维在伊拉克巴古拜（بعقوبا）以北8公里的一間屋內遭美军空袭炸死。

## 資料來源
1. ↑  扎卡维"曾被抓获又误放"[永久] BBC中文网
2. ↑  .   [2006-06-08]. （原始内容存档于2019-06-04）.

## 外部連結
- BBC 新聞網: 阿布·穆薩布·扎卡維的死訊 （页面存档备份，存于）
- 紐約時報人物傳記 （页面存档备份，存于）

| 创建 原因：伊拉克战争 | 统一圣战组织（伊拉克基地组织）领袖 2004年10月—2006年6月 | 繼任： 阿布·艾尤卜·穆哈吉尔 |